# 萨巴赫·艾哈迈德·贾比尔·萨巴赫
萨巴赫·艾哈迈德·贾比尔·萨巴赫（阿拉伯语：‎，1929年6月16日—2020年9月29日）即萨巴赫四世，是科威特第15代埃米尔，2006年1月29日至2020年9月29日在位。他生于科威特首都科威特城，是科威特第10代埃米尔艾哈迈德一世的第四子，第13代埃米尔贾比尔三世的异母弟。

## 政治生涯
萨巴赫四世从1963年出任科威特外交大臣，1978年兼任科威特副首相，1992年10月18日任第一副首相兼外交大臣。2003年7月13日起任科威特首相，直至2006年1月29日成为科威特埃米尔。

## 2006年1月的王朝危机
2006年1月15日，科威特贾比尔支的埃米尔贾比尔三世去世，即位的是他的堂弟，萨利姆支的萨阿德·阿卜杜拉·萨利姆·萨巴赫。1月21日，萨巴赫主導的內閣會議決定啟動憲政程序，以萨阿德年老多病为借口，逼迫他遜位，讓萨巴赫繼任。然而萨阿德卻要求國會在第二天集會，讓他正式宣誓就職。1月24日萨阿德被迫放弃王位。1月29日，科威特國會無異議通過首相萨巴赫任埃米尔案。萨巴赫隨後宣誓即位成为埃米尔。2月7日萨巴赫四世任命异母弟纳瓦夫·艾哈迈德·贾比尔·萨巴赫（艾哈迈德一世第六子）为王储，打破了科威特王室90年来贾比尔支和萨利姆支轮流即位的传统，并任命侄子纳赛尔·穆罕默德·萨巴赫（他是艾哈迈德一世次子穆罕默德·艾哈迈德·贾比尔·萨巴赫之次子）为首相。

## 駕崩
2020年9月29日，薩巴赫四世在美國明尼蘇達州羅切斯特駕崩，享年91歲。科威特埃米爾由其異母弟纳瓦夫·艾哈迈德·贾比尔·萨巴赫繼承，並在薩巴赫四世駕崩當天登基。

## 家庭
萨巴赫四世是艾哈迈德·贾比尔·萨巴赫和他的第四位夫人穆妮拉（Munira Al-Ayyar）的儿子。萨巴赫与堂妹法图瓦（Fatuwah bint Salman Al-Sabah）结婚，育有三子一女：
- 长子纳西尔（Nasir），1948年生，1969年与贾比尔三世第四女胡萨结婚。婚后有二子，阿卜杜拉（生于1976年）和萨巴赫（生于1979年）；二女，达纳和比比。
- 次子哈马德（Hamad），科威特投资方案有限公司(KIPCO)主席。
- 三子艾哈迈德（Ahmad），1969年因车祸丧生。
- 长女萨尔瓦（Salwa），2002年嫁给王室成员法赫德亲王。

## 荣誉

### 外国勋章奖章
- 大勋位菊花大绶章及大勋位菊花章颈饰（日本，2012年3月13日公布[1]）